# Microlinyphia dana
Microlinyphia dana är en spindelart som först beskrevs av Chamberlin och Ivie 1943.  Microlinyphia dana ingår i släktet Microlinyphia och familjen täckvävarspindlar. Inga underarter finns listade i Catalogue of Life.